# Ji jie hao
Ji jie hao (bra: Assembleia - Sangue e Honra; prt: A Honra dos Heróis; chinês simplificado: 集结号; chinês tradicional: 集結號) é um filme sino-honconguês de 2007, do gênero drama de guerra, dirigido por Feng Xiaogang, com roteiro de Liu Heng baseado em romance de Yang Jingyuan, por sua vez inspirado em histórias reais ocorridas na Guerra Civil Chinesa.
O filme ganhou em 2008 o Prêmio Hundred Flowers[carece de fontes?] e em 2009 o Prêmio Golden Rooster de melhor filme.[carece de fontes?]

## Sinopse
No inverno de 1948, no auge da sangrenta Guerra Civil Chinesa, o capitão Guzidi recebe ordem para defender até segunda ordem uma posição com sua modesta infantaria de 46 homens. Com seus homens morrendo e a munição acabando, Guzidi acredita que seu batalhão foi esquecido numa batalha suicida. Anos depois, ele descobre que as informações sobre aquela batalha não existem, inclusive a vida daqueles homens. Já na Guerra da Coreia, ele volta ao local da batalha determinado a provar a existência e o heroísmo dos 46 soldados que morreram para cumprir sua missão.

## Elenco
- Hanyu Zhang como Gu Zidi
- Chao Deng como Zhao Erdou
- Wenkang Yuan como Wang Jincun
- Yan Tang como Sun Guiqin
- Haiqiong Luo como Doutor Yhang
- Chen Li como Secretária Liu
- Heng Fu como Luo Guangtian